# Oussama Hellal Berrouane
Oussama Hellal Berrouane (8 dicembre 1996) è un triatleta, nuotatore pinnato algerino.

## Biografia
Ha partecipato ai Giochi del Mediterraneo sulla spiaggia di Pescara 2015 classificandosi al settimo posto nel nuoto pinnato in acque libere, specialità 2 km BF.
Ha rappresentato l'Algeria ai Giochi del Mediterraneo di Tarragona 2018, classificandosi quindicesimo nel triathlon individuale.
Ai Giochi panafricani di Rabat 2019 ha vinto la medaglia di bronzo nella gara individuale dietro ai marocchini Badr Siwane e Mehdi Essadiq. Nella staffetta mista si è classificato al secondo posto con i compagni di squadra Imen Maldyi, Kahina Mebarki e Nazim Benyeles, aggiudicandosi l'argento.

## Palamarès
- Giochi panafricani

Rabat 2019: argento nella staffetta mista; bronzo nella gara individuale;